# Kanton Arras-2
Kanton Arras-2 (Nederlands: kanton Atrecht-2) is een kanton van het Franse departement Pas-de-Calais. Het kanton maakt deel uit van het arrondissement Arras. Het kanton is in 2015 ontstaan uit de voormalige kantons Arras-Nord, Arras-Sud (gedeeltelijk, 2 gemeenten), Vimy (gedeeltelijk, 5 gemeenten) en Vitry-en-Artois (gedeeltelijk, 1 gemeente).

## Gemeenten
Het kanton Arras-2 omvat de volgende gemeenten:
- Arras (gedeeltelijk)
- Athies
- Bailleul-Sir-Berthoult
- Fampoux
- Farbus
- Feuchy
- Gavrelle
- Monchy-le-Preux
- Saint-Laurent-Blangy
- Saint-Nicolas
- Thélus
- Willerval